# Damasícton
Damasícton (Damasichthon) foi um rei mitológico de Tebas.
Damasícton era filho de Opheltes, filho de Peneleu, que foi o comandante das forças tebanas durante a Guerra de Troia, porque o rei, Tisâmeno, filho de Tersandro, era muito novo.
O filho e sucessor de Tisâmeno, Autesião, renunciou por causa das fúrias de Laio e Édipo, e o rei passou a ser Damasícton. Autesião se juntou aos dórios.
Damasícton foi sucedido por seu filho Ptolomeu, e este por Xanto, filho de Ptolomeu, porém com a morte em duelo de Xanto os tebanos se tornaram uma oligarquia.